# Александар Гајић
Александар Гајић (Београд, 14. јануар 1983) је бивши српски кошаркаш. Играо је на позицији плејмејкера.

## Каријера

### Клупска
Кошарком је почео да се бави у новобеоградском клубу АБМ, а 1995. године је постао играч Партизана. За први тим београдских црно-белих је играо од 2000. до 2002. године и у том периоду је освојио дуплу круну (Првенство и Куп) у сезони 2001/02. Након одслужења војног рока у децембру 2002. године је постао играч Црвене звезде, и са њима је провео остатак сезоне 2002/03.
У сезони 2003/04. је био играч бугарског Лукојл академик и са њима је освојио дуплу круну у тој земљи. У сезони 2004/05. је био играч краљевачке Слоге. Гајић је као играч Слоге у Суперлиги СЦГ бележио у просеку 17,1 поена и 3,3 асистенција за 31. минут по утакмици, док је у Атлас Пилс Јуба лиги СЦГ за 32 минута по мечу бележио просечно 20,8 поена и 4,7 асистенција. У августу 2005. је постао играч сарајевске Босне. Ипак у екипи Босне је одиграо само пет утакмица у Јадранској лиги након чега је напустио клуб, а у тој сезони је још играо за екипе АПОЕЛ-а и Химика.
У сезони 2006/07. је био играч Игокее и са њима је освојио Куп Босне и Херцеговине. У сезони 2007/08. је био играч грчког друголигаша Илисијакоса. Сезону 2008/09. је провео играјући у Кошаркашкој лиги Србије прво за Свислајон Таково а потом и за Напредак Крушевац. Каријеру је завршио 2012. године у екипи АЕК Ларнаке.

### Репрезентативна
Гајић је био члан млађих категорија репрезентације СР Југославије. Освојио је златну медаљу на Европском кадетском првенству 1999. године у Словенији (МВП турнира) а има и злато са незваничног светског првенства за младе у Манхајму 2000. године.

## Успеси

### Клупски
- Партизан:
  - Првенство СР Југославије (1): 2001/02.
  - Куп СР Југославије (1): 2002.
- Лукојл академик:
  - Првенство Бугарске (1): 2003/04.
  - Куп Бугарске (1): 2004.
- Игокеа:
  - Куп Босне и Херцеговине (1): 2004.

### Појединачни
- Најкориснији играч Европског првенства до 16 година (1): 1999.

### Репрезентативни
- Европско првенство до 16 година:  1999.
- Кошаркашки турнир Алберт Швајцер:  2000.